# Tremont Street Subway

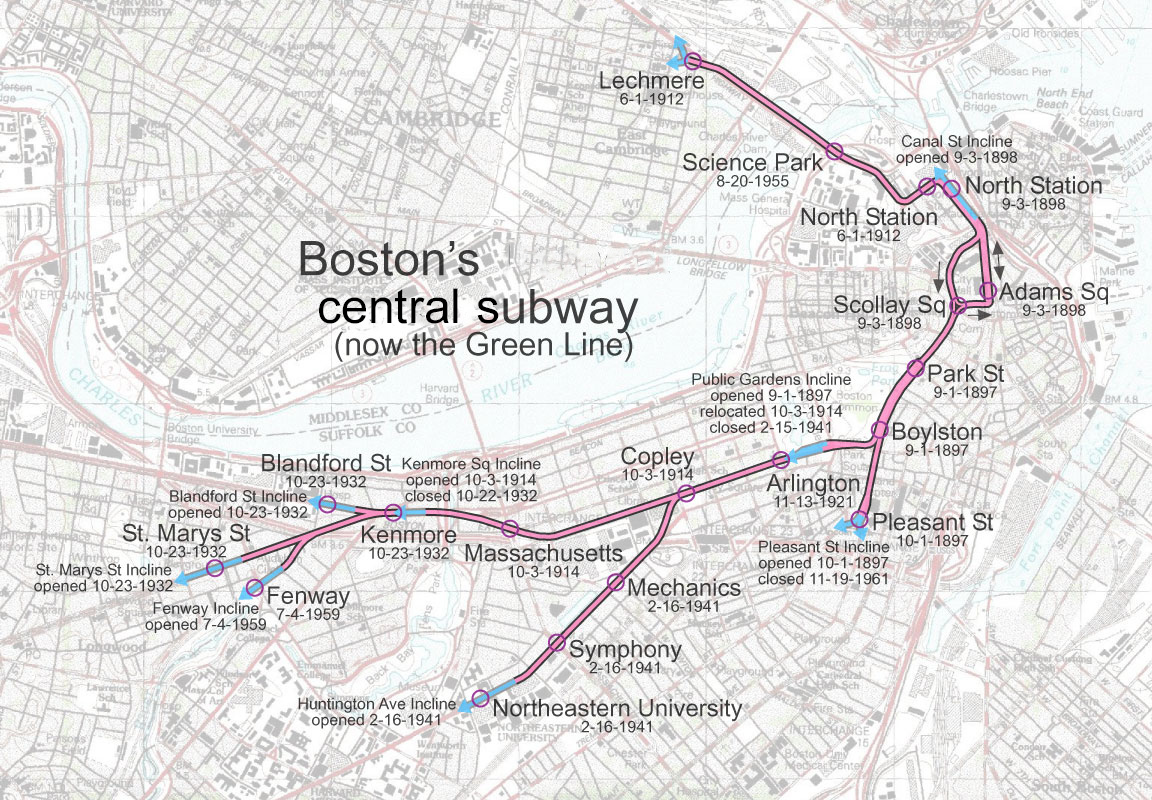
Die Ausdehnung des Tremont Street Subway im Laufe der Zeit

Der Tremont Street Subway ist ein Tunnel des U-Bahnsystems in Boston im Bundesstaat Massachusetts der Vereinigten Staaten. Er wurde am 1. September 1897 in Betrieb genommen und ist damit der älteste U-Bahn-Tunnel in Nordamerika. Ursprünglich wurde der Tunnel gebaut, um die Straßenbahnen vom oberirdischen Verkehr zu trennen, nicht jedoch zur Schaffung einer U-Bahn. Heute ist das Bauwerk der zentrale Bestandteil der Bostoner Green Line und verbindet die Stationen Boylston, Park Street und Government Center.
Zu Beginn wurden durch den Tunnel Stationen an den Straßen Boylston und Park Street sowie den Plätzen Scollay Square und Adams Square bedient. Als jedoch 1963 die Stationen Government Center und Boston City Hall in Betrieb genommen wurden, wurde die Station am Adams Square geschlossen und diejenige am Scollay Square vollständig renoviert und umgebaut. Zugleich wurde der Nordtunnel in Richtung Haymarket neu verlegt, der Südtunnel jedoch im Original erhalten. Heute ist der Tremont Street Subway als National Historic Landmark in das National Register of Historic Places eingetragen.

## Schließung des südlichen Tunnelabschnitts
Im Originalzustand 1897 bestand der Tunnel aus einer Hauptröhre unterhalb der Tremont Street, der an der Park Street endete und eine Gabelung nach Süden aufwies. Der sich nach Westen wendende Zweig wird noch heute genutzt und verläuft unter der Boylston Street in Richtung Back Bay. Die andere Röhre verlief weiter unterhalb der Tremont Street und führte über den Anstieg Pleasant Street Incline an die Oberfläche (im gezeigten Foto rechts). Durch diesen Abschnitt führten Straßenbahnlinien südwestlich in Richtung der Station Egleston über die Tremont Street und südwestlich in Richtung South Boston über den Broadway. Obwohl die Straßenbahnlinien 1961 eingestellt wurden, existiert der Tunnelabschnitt bis heute.

## Eingänge
Die ursprünglichen Zugänge befanden sich im Boston Public Garden bei der North Station sowie an der Pleasant Street. Die anderen Zugänge am Copley Square und östlich des Kenmore Square wurden im Zuge der Erweiterung der Strecke geschlossen.

## Stromversorgung
Von Beginn an nutzte die Bostoner U-Bahn elektrisch betriebene Straßenbahnen mit Oberleitungen, was durch die Erfindung des Rollenstromabnehmers im Jahr 1880 durch Frank J. Sprague ermöglicht wurde. Heute wird ein zeitgemäßes System verwendet.

## Eigentumsrechte
Ursprüngliche Eigentümerin des Tunnelbauwerks war die private West End Street Railway und später die Boston Elevated Railway. Im Jahr 1947 ging der Tunnel in öffentlichen Besitz auf die Metropolitan Transit Authority über, die später als die heutige Massachusetts Bay Transportation Authority neu gegründet wurde.